# Alejandro Martín González
Pour les articles homonymes, voir Alejandro González et González.
Alejandro Martín González mieux connu sous le nom Alejandro González est un boxeur mexicain né le 11 août 1973 à Guadalajara.

## Carrière
Passé professionnel en 1988, il devient champion du monde des poids plumes WBC le 7 janvier 1995 après sa victoire contre Kevin Kelley. González conserve son titre à deux reprises puis perd face à son compatriote Manuel Medina le 23 septembre 1995. Il met un terme à sa carrière en 2003 sur un bilan de 45 victoires, 9 défaites et 1 match nul.